# Afri-Cola

Logo von afri-cola

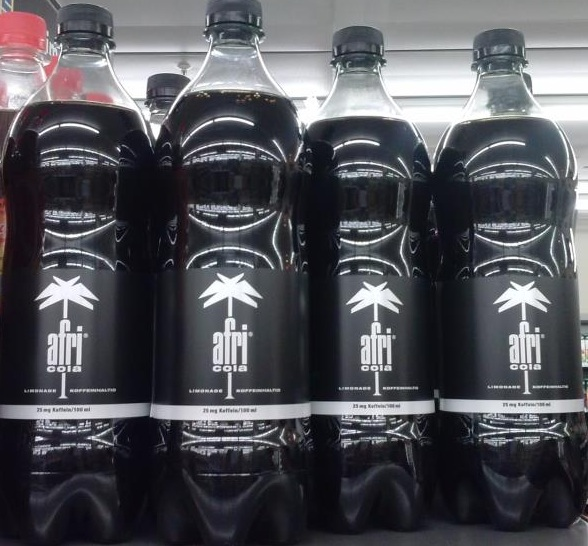
Flaschendesign der 1-Liter-PET-Flasche

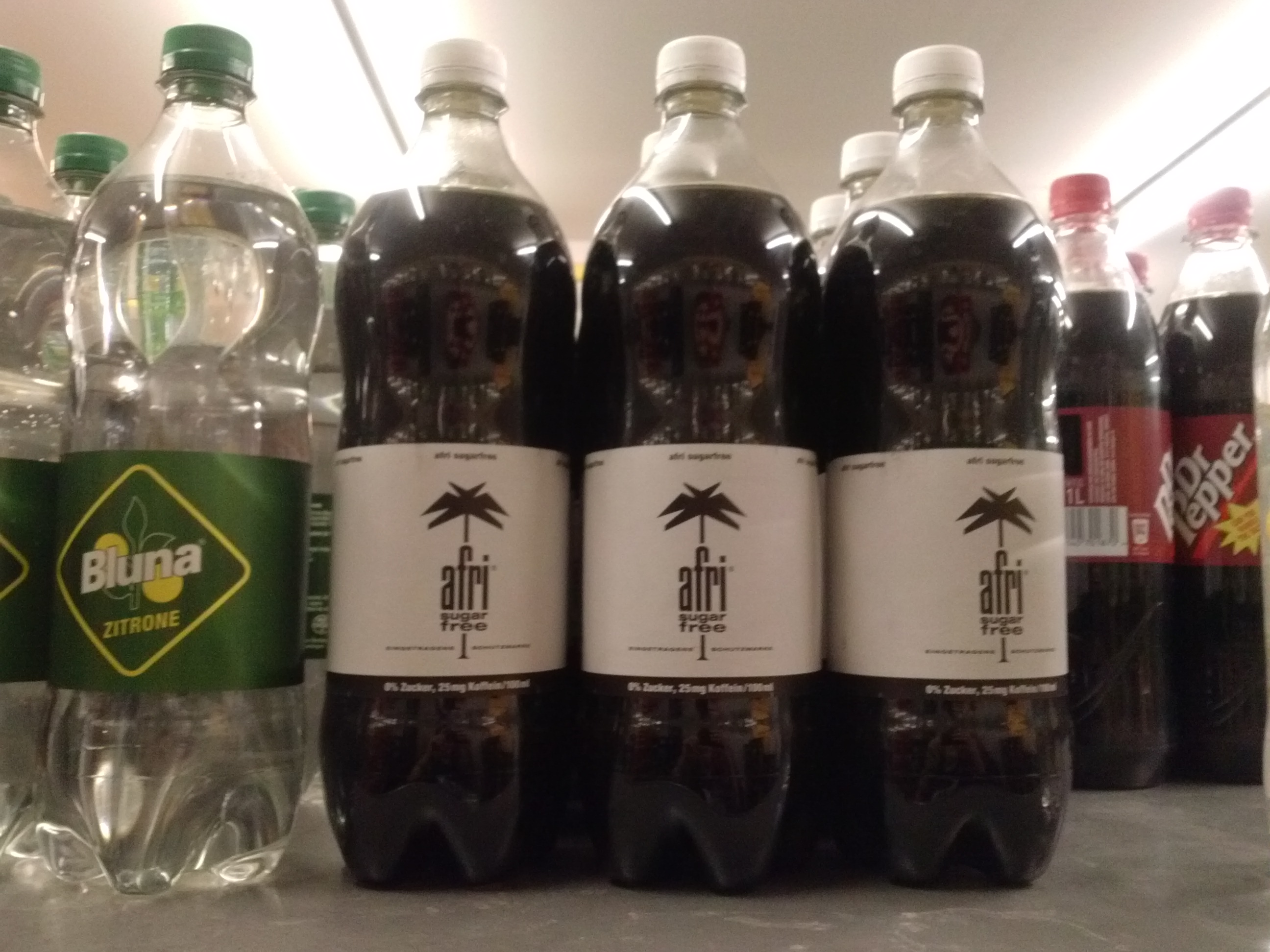
Flaschendesign der 1-Liter-PET-Afri-Sugar-Free-Flasche

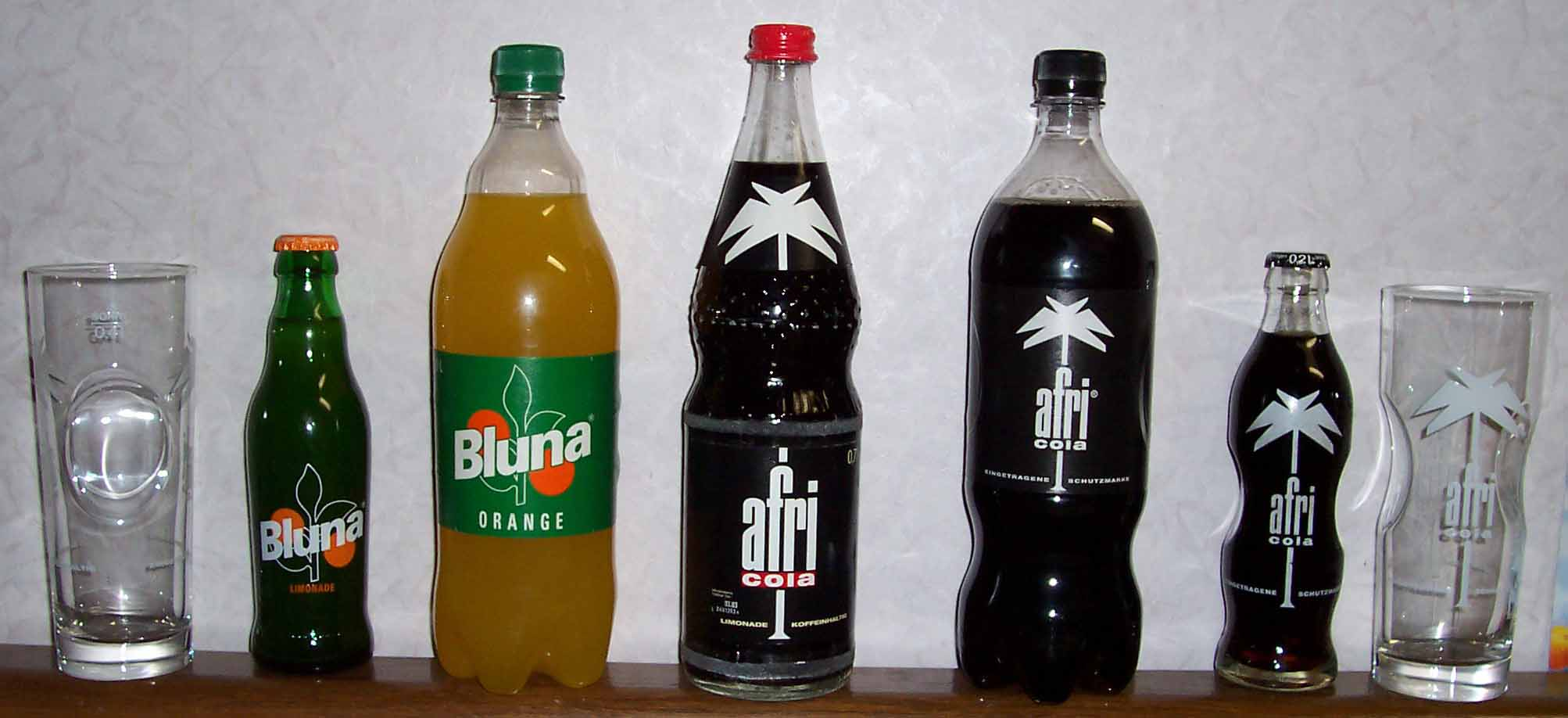
Verschiedene Flaschenformen von afri-cola und Bluna-Limonade. Eingerahmt von Afri-Cola-Gläsern mit der typischen Taille. Die Colaflaschen von rechts: 0,2-l-Glasflasche, 1,0-l-PET-Flasche, 0,7-l-Glas-Flasche

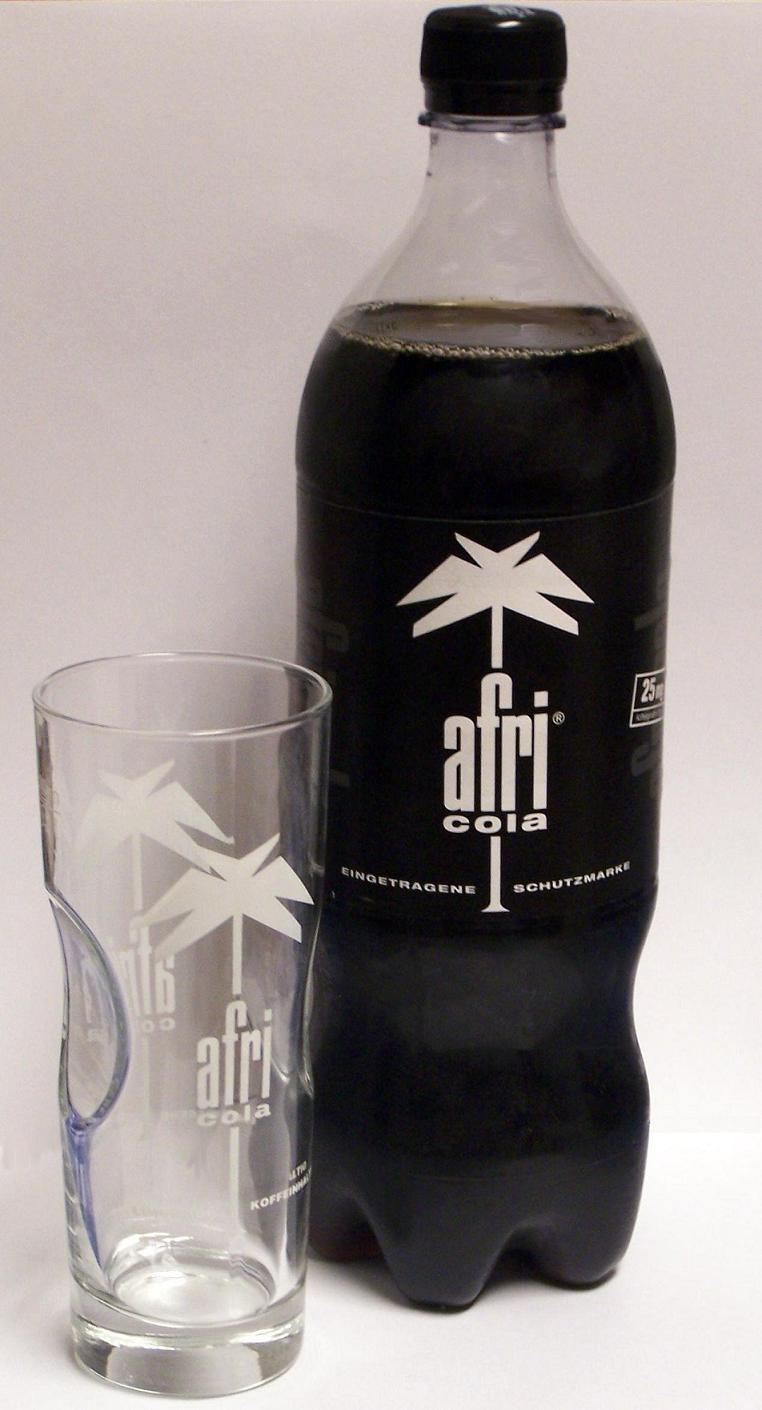
1-l-Flasche afri-cola und afri-cola-Glas mit der typischen Taille

Afri Cola (von „Afrikanische Cola-Nuss“, Markenschreibweise: „afri cola“) ist eine aus Deutschland stammende Cola-Marke und wurde am 26. Juni 1931 von F. Blumhoffer Nachfolger GmbH als Warenzeichen eingetragen. Aus demselben Hause stammt die Orangenlimonade Bluna. Ursprünglich lag der Stammsitz der Marke in Köln-Braunsfeld. Eigentümer der Marke war über Jahrzehnte die Kölner Familie Karl Flach. Die Markenrechte liegen heute bei der mehrheitlich im Eigentum der in Homburg ansässigen Karlsberg-Gruppe stehenden Mineralbrunnen Überkingen-Teinach KGaA, die auch die Abfüllung übernimmt. Seit 2015 erfolgt die Abfüllung auch bei der Rhodius-Mineralquellen GmbH.

## Geschichte
Das Unternehmen F. Blumhoffer Nachfolger GmbH wurde 1864 am Kölner Holzmarkt gegründet. Zunächst wurden ausschließlich Essenzen zur Herstellung von Schnaps, Likören und Limonaden produziert. Vor der Jahrhundertwende konzentrierte sich die Firma auf die Limonadenherstellung.

### Kampf gegen Coca-Cola in der Zeit des Nationalsozialismus
In den 1930er Jahren betrieb Firmenchef Karl Flach eine Werbekampagne gegen den Marktführer Coca-Cola, die auf verbreitete antisemitische Einstellungen im Deutschen Reich abzielte: Von einer Werksbesichtigung der US-Zentrale nahm er Kronkorken mit dem Wort „koscher“ in hebräischer Schrift mit und präsentierte sie im Deutschen Reich als Beweis dafür, dass Coca-Cola ein jüdischer Konzern sei. Max Keith, Chef von Coca-Cola Deutschland, der ein sehr gutes Verhältnis zum Nazi-Regime hatte, forderte daraufhin erfolglos die Entfernung eines jüdischen Aufsichtsratsmitglieds seines Konzerns.

### Wettbewerb in den 1960er Jahren
In den Jahren 1960 bis 1962 fungierte Afri Cola als Sponsor einer Radsportveranstaltung, die nach ihr Internationale Afri-Cola Deutschland-Rundfahrt benannt wurde. Sie wird heute als Vorgängerin der Deutschland Tour bezeichnet.
Im harten Wettbewerb mit Coca-Cola verlor Afri Cola in den 1960er Jahren stark an Marktanteilen. Ein Versuch, den Abwärtstrend zu stoppen, wurde Ende der 1960er Jahre mit einer großangelegten Werbekampagne des Düsseldorfer Werbedesigners und Fotografen Charles Wilp erfolgreich gestartet, wozu man 1962 das bis heute aktuelle Flaschendesign von Jupp Ernst einführte. Die Kampagne mit dem Slogan „sexy-mini-super-flower-pop-op-cola – alles ist in afri-cola…“ wurde durch den Werbespot im Zeitgeist der damaligen Ära um 1968 geprägt. Junge Frauen und Männer bewegten sich lasziv hinter einer Glasscheibe, über die Wasser lief. Besonders provokant wirkte damals, dass sie in einigen Spots als Nonnen verkleidet waren. Die katholische Kirche protestierte damals gegen diese Spots.

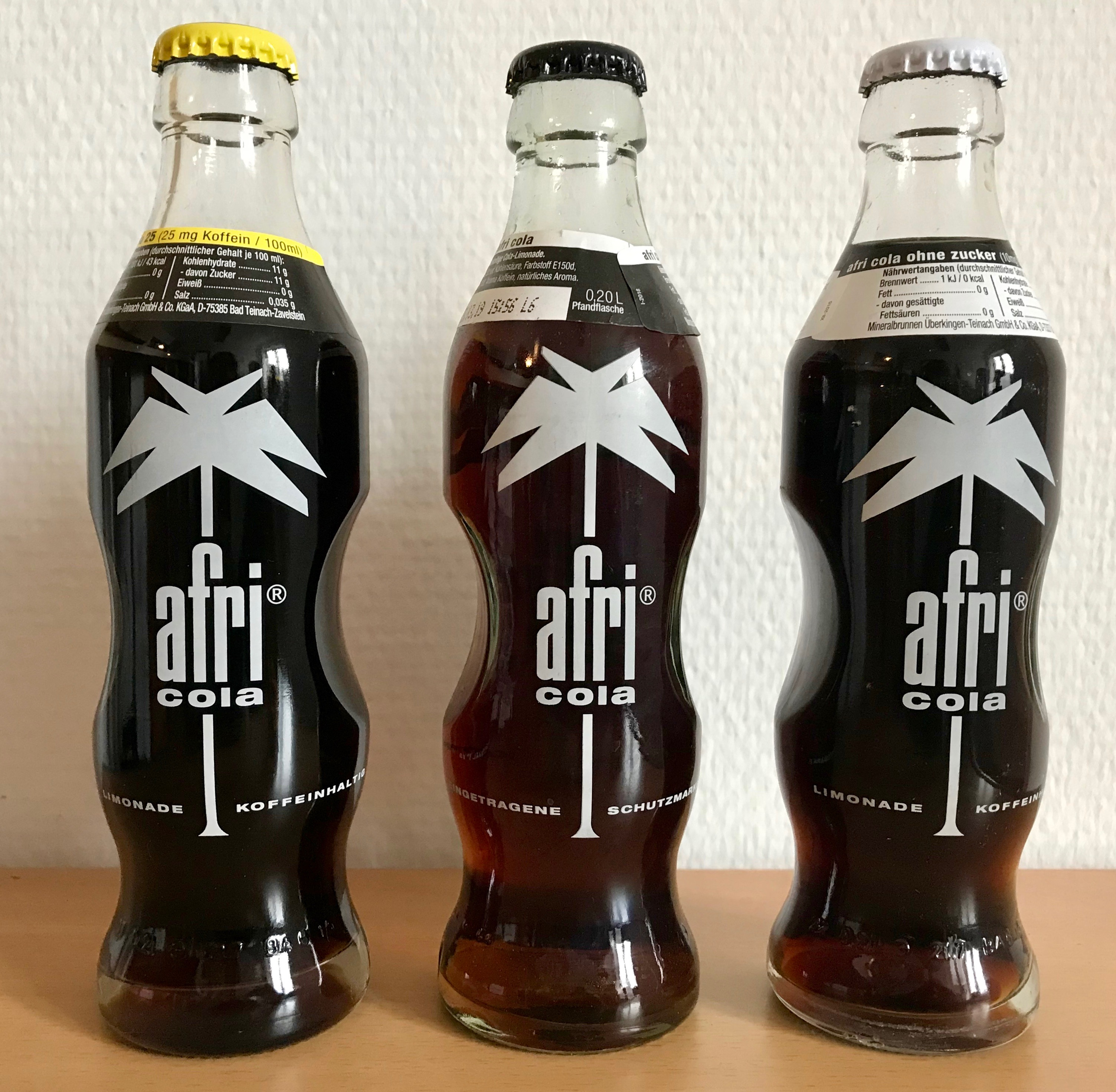
Klassische 0,2-Liter-Glasflasche mit typischer Einkerbung

Ende der 1980er Jahre zog sich das Unternehmen vorübergehend aus der Herstellung zurück und konzentrierte sich auf die Markenpflege. Afri Cola wurde in diesen Jahren nur noch in Lizenz hergestellt. 1996 erfolgte eine völlige Kehrtwende: Das seit den 1930er Jahren bestehende Netz aus Fremdabfüllern wurde aufgelöst und die Produktion an einem Ort zentriert.

### Neukonzeption
Bis 1998 war Afri-Cola in den Händen der Gründerfamilie und wurde als Afri Cola GmbH in Köln-Braunsfeld betrieben, dann kaufte die Mineralbrunnen Überkingen-Teinach AG die Markenrechte. Diese versuchte, dem Retro-Trend folgend, die Marken Afri Cola und Bluna wiederzubeleben. Der ursprüngliche Koffeingehalt von 25 mg/100 ml wurde drastisch gesenkt, der Zuckergehalt auf das Niveau der Marktführer erhöht. Dieser Zug, eine preiswerte Standardrezeptur unter dem bekannten Markennamen Afri Cola zu vertreiben, stellte sich jedoch bald als Fehlentscheidung heraus. Der erhoffte „Kult-Effekt“ reichte als alleiniges Unterscheidungsmerkmal nicht aus, um Käufer von der Konkurrenz abzuwerben. Zudem brachten drei ehemalige „Stammkunden“ unter dem Namen Premium Cola eine Cola, die mit dem minimal abgewandelten Originalrezept von Afri abgefüllt wird, auf den Markt und sorgten damit für Negativmeldungen der Presse über Afri Cola.

### Firmenpolitik ab 2001
Im Jahre 2001 erfolgte unter dem Claim „alles ist in afri-cola“ eine Fernsehkampagne, bei der Wim Wenders Regie führte.
2002 änderte afri-cola den Werbespruch in „… und alles wird afri“. Gleichzeitig wurde ein neuer Fernsehwerbefilm konzipiert. Das Lied zum Werbefilm mit dem Titel Everytime (ein Soundalike des Titels The More I See You, von Chris Montez) wurde von der Mannheimer Band The Flames gesungen und konnte sich 2002 für einige Wochen in den Charts platzieren.
Heute wird Afri Cola an vier Standorten der Mineralbrunnen Überkingen-Teinach AG produziert: Bad Teinach, Fachingen, Kißlegg und Güstrow. Außerdem wird Afri Cola seit 2017 auch in Ulm hergestellt, da die Brauerei Gold Ochsen für die Mineralbrunnen Überkingen-Teinach AG produziert. Exportiert wird offiziell in die Schweiz, nach Österreich, Tschechien, Saudi-Arabien, Ghana, Frankreich, Südkorea und Südafrika.
Seit dem 1. April 2006 ist der Koffeingehalt bei Afri Cola wieder auf den vormals üblichen Wert von 25 mg/100 ml hochgesetzt worden. Dies wird auch auf dem Kronkorken ausgewiesen. Gleichzeitig brachte Afri Cola auch die neue Leicht-Variante auf den Markt: Afri White, ebenfalls mit dem hohen Koffeingehalt, jedoch ohne Zucker.
Der Marktanteil beträgt lediglich wenige zehntel Prozent. Jährlich werden ca. drei Millionen Liter abgefüllt (Stand 2005). 2015 lag der Marktanteil bei etwa 0,3 Prozent.
Der Anteil von Afri White im Verhältnis zur normalen Afri Cola beträgt 1:7 (Stand 2009).
Im Sommer 2010 wurde mit Afri Red eine weitere Variante als Energydrink eingeführt. Die Variante hat mit 32 mg Koffein auf 100 ml einen nochmals erhöhten Koffeingehalt und war mit Vitaminen angereichert. Des Weiteren gab es Afri Guarana.
Im Mai 2011 wurden nach Kundenbefragungen die Sorten Afri White in afri sugarfree und Afri Red in Afri Power umbenannt. Ende März 2015 gab es eine Sortimentsneuaufstellung. Die klassische Afri Cola wurde zu afri cola 25 umbenannt, aus afri sugarfree wurde afri cola ohne Zucker. Als dritte Sorte wurde eine schlicht afri cola benannte Limonade eingeführt, die sich durch einen auf 10 mg/100 ml reduzierten Koffeinanteil auszeichnet.
Eine vierte Marke ist die Cola, die unter der Eigenmarke REWE beste Wahl bei REWE vertrieben wird. Als Hersteller zeichnet ein Lizenznehmer, die Rhodius Mineralquellen.
Anfang 2023 nutzte das Unternehmen mehrere Wochen lang KI-erstellte Bilder für die eigenen Marken- und Produktwebsiten.

## Kunstwettbewerbe
Im Jahr 2007 veranstaltete afri einen Kurzfilm-Wettbewerb, den afri Jungfilmer Award. Der Gewinner wurde aus 102 eingereichten Beiträgen durch ein Online-Voting ermittelt und mit einem Preisgeld von 5000 Euro sowie der Schwarzen Palme belohnt. Aufgrund der für das Unternehmen unerwartet hohen Beteiligung entschloss es sich, auch für das Jahr 2008 einen Wettbewerb, den Afri Art Award, auszuschreiben, bei dem künstlerische Werke mit Bezug zur Marke eingereicht werden konnten. Die Preisverleihung fand im Oktober des Jahres statt.

## Design

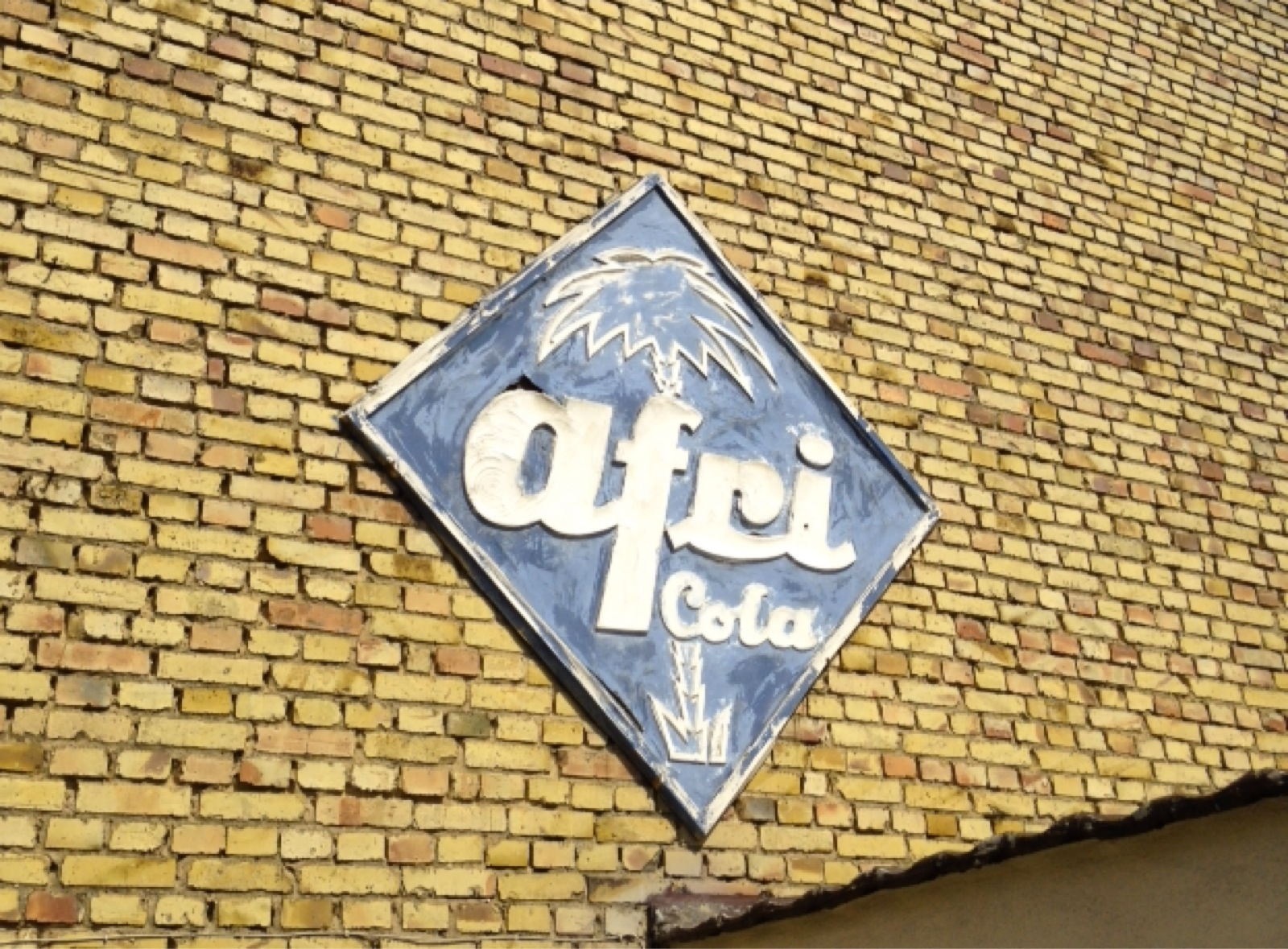
Alte Afri-Cola-Werbung

Das 1962 eingeführte Produktdesign der Afri Cola wurde von Jupp Ernst in Zusammenarbeit mit einem Künstlernetzwerk geschaffen, dem unter anderem auch Wilhelm Wagenfeld, Hans Schwippert und Willem Sandberg angehörten. Die 0,2-l-Glasflasche und das Afri-Cola-Glas besitzen heute noch die typischen Einkerbungen auf mittlerer Höhe, die an die Taille einer Frau erinnern sollen. Auch die Palme im Logo gehört zu den Erkennungsmerkmalen des Getränks. Zusammen mit dem Namen „afri“ symbolisierte sie während der Entstehungszeit der Marke außergewöhnliche Exotik.
Die ursprüngliche Afri-Cola-Palme sowie das Blunazeichen, die Urflaschenkonstruktion und die beiden Namen hat Anfang der 1930er Jahre der freischaffende Kölner Kunstmaler Rafael Becker (1895–1979) für Flach bzw. die Fa. Blumhoffer Nachfolger GmbH in Köln entworfen und ausgeführt.